# 姚一元
姚一元（1509年—1578年），字惟貞，自號畫溪居士，浙江湖州府長興縣人，軍籍，明朝政治人物。

## 生平
嘉靖十九年（1540年）庚子科浙江鄉試第十二名舉人，二十三年（1544年）甲辰科進士。授行人司行人，二十七年三月选山东道监察御史，巡按直隶兼分巡山海关，三十年再按陕西，三十一年监陕西乡试。三十三年奉命视察京营，查出大帅陈圭吃空饷之弊。三十四年二月出官福建按察司副使，兼行海防，迁江西參政、按察使，四十一年二月升本省右布政使，轉山东左布政使。隆庆四年（1570年）八月升太仆寺卿，九月转顺天府尹。因被給事中韓楫弹劾年老，五年（1571年）二月十二日被令致仕。
乡居与诸老结社山湖间。万历六年（1578年）卒。

## 家族
曾祖姚正；祖父姚岳，懷寧縣知縣。；父姚良輔，歲貢生。母游氏。慈侍下